# Horia Popa
Horia Popa (n. 17 septembrie 1993, Brașov, România) este un fotbalist român care joacă in Liga a III-a pentru SR Brașov.